# Nakako Tsuzuki
Nakako Tsuzuki (都築 奈加子 Tsuzuki Nakako?,  Tokio, Japón, 10 de octubre de 1975) es una ex-patinadora de patinaje artístico sobre hielo japonesa. Seis veces campeona nacional en Japón, Tsuzuki compitió en cinco Campeonatos Mundiales y en seis Campeonatos de los Cuatro Continentes.

## Carrera

### Primeros años
Tsuzuki comenzó a patinar a la edad de siete años, en 1982. Patinó al menos en tres temporadas de patinaje con Akiyuki Kido, compitiendo en el nivel juvenil. Tsuzuki y Kido se separaron alrededor de 1990.

### Con Kazu Nakamura y Juris Razgulajevs
En 1991, Tsuzuki fue emparejada con el patinador Kazu Nakamura para competir en las categorías superiores. El dúo ganaría el título nacional japonés en 1993-1994 y se posicionó en el puesto número veinticuatro en el Campeonato Mundial de 1994 en Chiba, Japón. Tsuzuki y Nakamura e separaron al final de la temporada.
Más adelante, en 1994, Tsuzuki formó pareja con el patinador ruso Juris Razgulajevs. Ganadores de dos títulos nacionales japoneses, obtuvieron el quinto puesto en el Trofeo NHK de 1995 y el puesto dieciséis en el Campeonato Mundial de 1996 en Edmonton, Canadá.

### Con Rinat Farkhoutdinov
Tsuzuki fue emparejada con Rinat Farkhoutdinov alrededor de 1998. Inicialmente, el dúo fue entrenado por Natalia Dubova y Viktor Ryzhkin.
Después de ganar el título nacional japonés, Tsuzuki y Farkhoutdinov calificaron en el sexto lugar en el Campeonato de los Cuatro Continentes de 1999 en Halifax, Nueva Escocia, y en el lugar número veinte en el Campeonato Mundial de 1999 en Helsinki, Finlandia. También fueron campeones nacionales la temporada siguiente. Ambos se posicionarion en el séptimo lugar en los Campeonato de los Cuatro Continentes de 2000 en Osaka, Japón, y luego en el lugar dieciocho en el Campeonato Mundial de 2000 en Niza, Francia.
Para la temporada de 2000-2001, loa entrenadores previos de Tsuzuki y Farkhoutdinov fueron reemplacados por Tatiana Tarasova y Nikolai Morozov en Newington, Connecticut. Después de competir en sus primeras asignaciones del Grand Prix, obtuvieron el séptimo lugar en el Campeonato de los Cuatro Continentes de 2001 en Salt Lake City, Utah, y el número 24 en el Campeonato Mundial de 2001 en Vancouver, Canadá.
El dúo apareció en dos eventos más del Grand Prix. El Skate Canada International en noviembre de 2001 fue su competencia final juntos.

### Con Kenji Miyamoto

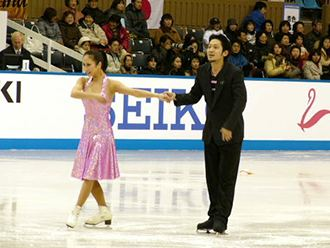
Tsuzuki y Kenji Miyamoto durante las competiciones del Trofeo NHK de 2003.

En 2003, Tsuzuki se emparejó con Kenji Miyamoto. Durante su asociación de tres temporadas, compitieron juntos en seis eventos del Grand Prix y llegaron a posicionarse entre los diez primeros en tres campeonatos de cuatro continentes. Fueron entrenados por Muriel Zazoui en Lyon, Francia. 
Ambos se retiraron del patinaje competitivo después de la temporada de 2005-2006.

## Programas

### Con Miyamoto
| Temporada | Programa original                       | Programa libre                                          |
| --------- | --------------------------------------- | ------------------------------------------------------- |
| 2005–2006 | - Samba - Rhumba - Mambo                | - La casa de las dagas voladoras por Shigeru Umebayashi |
| 2004–2005 | - Charleston - Slow foxtrot - Quickstep | - Tango - Quidam (de Cirque du Soleil)                  |
| 2003–2004 | - Boogie-woogie - Blues - Boogie-woogie | - The Prince of Egypt por Hans Zimmer                   |